# Kiełbice
Kiełbice – kolonia w Polsce położona w województwie zachodniopomorskim, w powiecie gryfińskim, w gminie Widuchowa. Osada wchodzi w skład sołectwa Żelechowo.
31 grudnia 2008 r. osada miała 73 mieszkańców.
W latach 1975–1998 miejscowość administracyjnie należała do województwa szczecińskiego.